# BSCW
BSCW (Basic Support for Cooperative Work o, también, Be Smart - Cooperate Worldwide) es una herramienta informática de tipo software colaborativo o groupware cuyo objetivo es facilitar el trabajo en grupo mediante el uso únicamente de un navegador web y de una conexión a Internet. BSCW permite, entre otras cosas, almacenar y organizar la información, compartirla con otros usuarios, disponer de agendas comunes, mantener debates, etc. Proporciona, en definitiva, una serie de utilidades de apoyo a la colaboración o a la cooperación.
BSCW está organizado en torno al concepto de espacio de trabajo compartido, un área de la web donde las personas que deciden colaborar en un proyecto común pueden almacenar y gestionar documentos en común. Estos documentos pueden ser de muy diversas clases: textos, imágenes, archivos multimedia, páginas web, etc. Los documentos compartidos no se encuentran físicamente almacenados en los PC de los colaboradores, sino en un servidor situado en Internet (denominado servidor de BSCW), de modo que están permanentemente accesibles. Además, BSCW cuenta con un sistema de sucesos que informa exhaustivamente a los colaboradores que comparten un espacio de trabajo acerca de las acciones que han tenido lugar en el mismo. 

## Antecedentes
El origen de BSCW hay que buscarlo en dos proyectos financiados por el Programa de Aplicaciones Telemáticas de la Comisión Europea:
- CoopWWW (Cooperation Support Using the World Wide Web), años 1996 y 1997
- CESAR (Collaboration Environment and Service Achitectures for Researches), años 1998 y 1999

En ambos se buscaba el diseño y la creación de herramientas multimedia asincrónicas y sincrónicas para establecer un sistema de trabajo de colaboración que tuviera como base de funcionamiento la World Wide Web.
BSCW surge en el departamento de Sistemas de Cooperación del Instituto para la Tecnología de Información Aplicada FIT, una unidad de desarrollo del Centro de Desarrollo Nacional Alemán para la Tecnología de la Información (GMD).
Su primera versión apareció en 1996 y desde entonces ha obtenido un considerable éxito en cuanto a número de usuarios particulares, empresas, universidades, etc. El objetivo primario que se planteó fue el desarrollo de un entorno de trabajo compartido en la web que proporcionara:
- funciones para la cooperación de grupos cuyos miembros se encuentren físicamente alejados -incluso en diferentes países-,
- empleando diversas plataformas de trabajo, y
- cuyo soporte para la comunicación fuera la web en Internet.

Se pretendía así transformar la web de un simple depósito pasivo de información a una plataforma activa de colaboración.
Como prioridad se planteó la operabilidad inter-plataformas tales como las que se basan en MS Windows, Macintosh OS y Unix, para permitir así una cooperación transparente entre plataformas y organizaciones que superara barreras y obstáculos espaciales y temporales.
En diciembre de 1996 la segunda versión del sistema BSCW recibió el primer premio de Innovación en Software Europeo (ESIP'96).
A fecha de febrero de 2010 este sistema, en constante evolución, se encuentra en su versión 4.5, accesible en el servidor público https://web.archive.org/web/20100305150130/http://public.bscw.de/, donde cualquiera puede registrarse libremente, obtener un espacio de usuario y crear espacios de trabajo compartido.
Por otra parte, el software de BSCW puede obtenerse libremente en OrbiTeam para su instalación en un servidor propio. El software instalado permanece activo y completamente funcional durante un período de prueba de 3 meses transcurrido el cual se debe solicitar una licencia de uso, que resulta ser gratuita cuando se emplea en ámbitos relacionados con la enseñanza.

## Características de BSCW
Para la cooperación asincrónica (de colaboradores que no trabajan necesariamente de forma simultánea), BSCW proporciona espacios de trabajo compartido (similares a las carpetas en un PC) que los grupos de colaboradores pueden usar para almacenar y gestionar documentos en común. Sus características principales son:
- En un espacio de trabajo los grupos de usuarios colaboradores pueden compartir información, independientemente del sistema operativo del ordenador que use cada miembro.  Ejemplo de espacio de trabajo compartido de BSCW señalando algunas de las cualidades de este sistema.

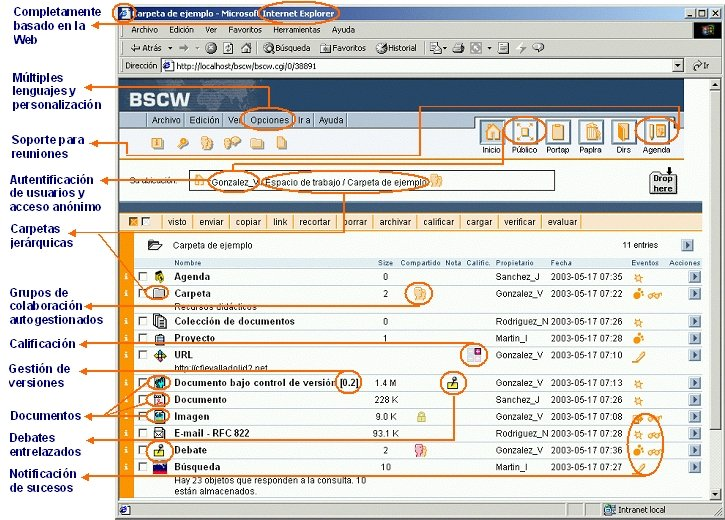
Ejemplo de espacio de trabajo compartido de BSCW señalando algunas de las cualidades de este sistema.

- En un mismo espacio es posible almacenar todos los tipos de objetos (documentos) que contienen la información útil en el desarrollo del trabajo en común: documentos de texto, bases de datos, imágenes, sonidos, anotaciones sobre los mismos, comentarios, listas de direcciones, debates, etc.
- Proporciona medios para el control de versiones de los documentos, así como para su calificación.
- Los documentos se hallan en cualquier momento disponibles para los diferentes colaboradores, pues se encuentran almacenados en un servidor BSCW y no en sus ordenadores particulares.
- Mantiene informados a los colaboradores de todos los sucesos relevantes acontecidos en su espacio de trabajo compartido.
- El acceso a los espacios de trabajo y a los documentos que estos contienen se lleva a cabo mediante un navegador web estándar desde el ordenador de cada colaborador, como si se tratase de páginas web "normales".
- Proporciona acceso restringido a los espacios mediante una entrada controlada, permitida solamente a miembros previamente registrados. En caso necesario, permite limitar sus posibilidades de manipulación de la información, mediante la asignación de distintos permisos y roles.

Para la cooperación sincrónica (de colaboradores que trabajan de forma simultánea), BSCW proporciona herramientas para:
- Planificar y organizar reuniones.
- Desarrollar reuniones "virtuales" con la ayuda de programas de conferencia o conexiones telefónicas.
- Comunicarse a tiempo real con los colaboradores que se hallan simultáneamente conectados en el espacio de trabajo compartido y trabajar sobre una tarea común.

Por otra parte, su interfaz gráfica basada en la web, permite una cooperación transparente entre plataformas (entre diversos sistemas operativos) y está traducida a múltiples idiomas. Además, este sistema resulta gratuito para su uso con propósitos educativos.
Las ventajas de este sistema sobre otros sistemas de colaboración distribuida tradicionales como el correo electrónico son obvias, ya que con este último medio lo que principalmente se lleva a cabo es únicamente una transferencia de documentos de una máquina a otra. De cualquier forma, ambos sistemas no son excluyentes, sino que se complementan a la hora de ofrecer apoyo al trabajo de grupo, ya que el correo electrónico es utilizado por BSCW para la automatización de ciertos procesos de comunicación entre los miembros.

## El espacio de trabajo compartido
El concepto nuclear de BSCW es el de espacio de trabajo compartido (shared workspace) o, simplemente, espacio de trabajo (workspace). Este no es más que una carpeta contenedora de diversos objetos de información (archivos, multimedia, etc.) compartida por los miembros de un grupo de colaboradores que pueden utilizarla a través de la web y que les proporciona una serie de funciones de alto nivel orientadas a facilitar e impulsar el trabajo en colaboración.

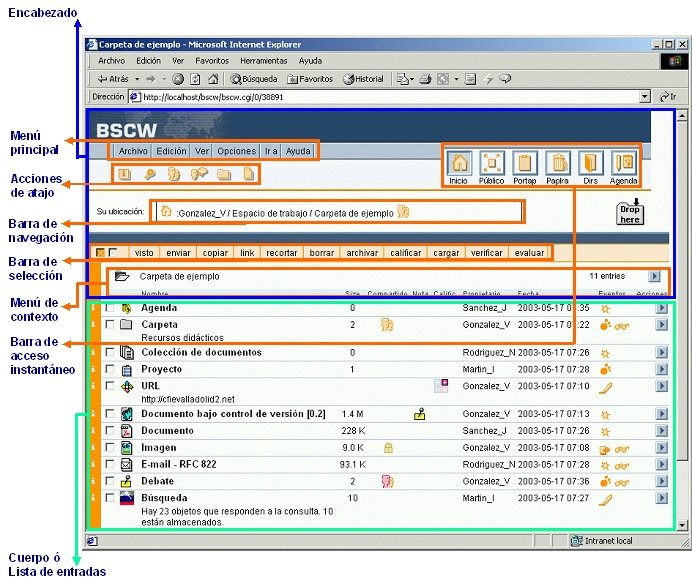
Aspecto de la interfaz de BSCW bajo un navegador web.

Así pues, la única diferencia entre un espacio de trabajo y una simple carpeta radica en que el primero es una extensión de la última que se crea cuando se decide compartir esta con otros usuarios, lo que la dota de una serie de funciones orientadas el trabajo en colaboración.
Como usuario registrado de un sistema BSCW se puede ser miembro de un número arbitrario de espacios de trabajo compartidos. 
Un usuario puede crear tantas carpetas u otros objetos como precise y compartirlos con otros según las necesidades de las tareas que realice. Cuando un usuario decide compartir una carpeta para colaborar con otros, BSCW le proporciona un mecanismo de invitación para que estos colaboradores accedan a dicha carpeta, es decir, al nuevo espacio de trabajo compartido BSCW gestiona dos tipos básicos de objetos:
- objetos elementales de información, como documentos, notas, direcciones web, citas, listas de contactos, usuarios, ...
- objetos contenedores, que a su vez contienen a los anteriores, como las carpetas, foros de discusión, mensajes, calendarios, mensajes, comunidades, ...

En su interfaz web, BSCW muestra el contenido de los objetos contenedores en páginas que comparten una estructura y 
funcionalidad básicas. La página web que muestra el contenido de una carpeta puede ser tomada como modelo para dichas páginas, que tienen todas ellas una estructura en dos partes:
- encabezado: que contiene menús desplegables, botones e iconos de atajo, barras de navegación por los objetos, etc.
- lista de entradas (o cuerpo), donde se presentan los objetos con su información relacionada (tipo, denominación, tamaño, menú contextual, etc.)